# Talcher
Talcher là một thành phố và khu đô thị của quận Anugul thuộc bang Orissa, Ấn Độ.

## Địa lý
Talcher có vị trí 20°57′B 85°13′Đ / 20,95°B 85,22°Đ Nó có độ cao trung bình là 78 mét (255 feet).

## Nhân khẩu
Theo điều tra dân số năm 2001 của Ấn Độ, Talcher có dân số 34.984 người. Phái nam chiếm 55% tổng số dân và phái nữ chiếm 45%. Talcher có tỷ lệ 72% biết đọc biết viết, cao hơn tỷ lệ trung bình toàn quốc là 59,5%: tỷ lệ cho phái nam là 80%, và tỷ lệ cho phái nữ là 62%. Tại Talcher, 12% dân số nhỏ hơn 6 tuổi.